# Diecezja Sekondi-Takoradi
Diecezja Sekondi–Takoradi – diecezja rzymskokatolicka w Ghanie. Powstała w 1969.

## Biskupi diecezjalni
- Joseph Amihere Essuah (1969–1980)
- Charles Kweku Sam (1981–1998)
- John Martin Darko (1998–2011)
- John Bonaventure Kwofie (2014–2019)
- John Baptist Attakruh (od 2021)